# 甜水海
甜水海是中国人民解放军陆军的一处兵站 ，位于克什米尔的阿克赛钦地区，是解放军海拔最高的兵站。该地现由中国新疆维吾尔自治区的和安县（原属和田县）实际控制。印度宣称对该地拥有主权，视其为拉达克的一部分。
甜水海并无甜水，仅有一滩盐碱湖，生活用水及物资依赖外地运输。“甜水”一名源自该站曾经的一名老兵“想喝口甜水”的遗愿。
根据中华人民共和国的法律法规，兵站不允许外人进入，但在没有换防、训练等重要任务的前提下，该兵站会酌情对前来求助的旅行者给予一定程度的帮助。
2025年6月20日，和田地区行政公署公告设立甜水海镇，镇人民政府驻甜水海村，由和安县管辖。

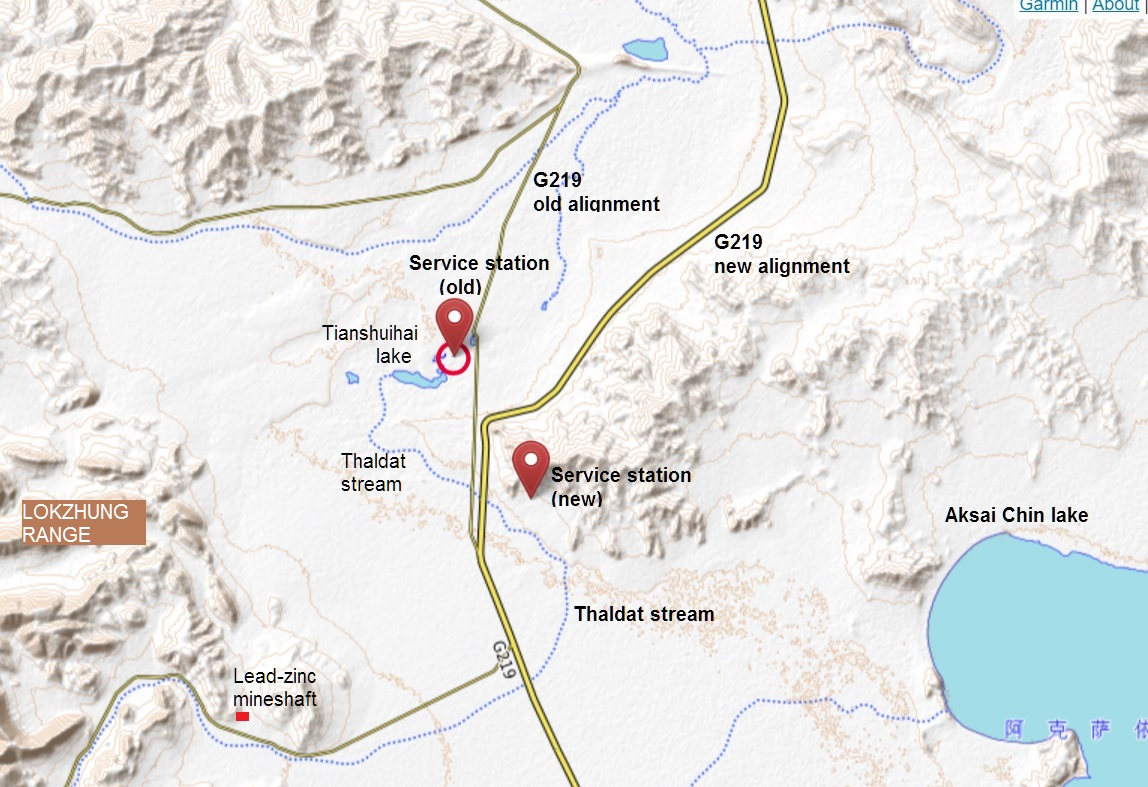
甜水海盆地

| 名称                 | 地点                                          |
| -------------------- | --------------------------------------------- |
| 神仙湾边防连         | 35°34′03″N 77°50′52″E / 35.56763°N 77.84764°E |
| 天文点边防连         | 35°19′52″N 78°10′44″E / 35.331°N 78.179°E     |
| 河尾滩边防连         | 35°00′07″N 78°35′31″E / 35.002°N 78.592°E     |
| 加勒万前进基地       | 34°38′00″N 78°37′00″E / 34.6334°N 78.6167°E   |
| 温泉                 | 34°25′37″N 78°55′16″E / 34.427°N 78.921°E     |
| 空喀山口边防连       | 34°20′N 79°07′E / 34.33°N 79.11°E             |
| 尼亚格祖(哨所)       | 33°58′30″N 78°52′44″E / 33.975°N 78.879°E     |
| 库尔那克堡边防连     | 33°45′49″N 78°59′13″E / 33.7635°N 78.98707°E  |
| 日姆昌边防连         | 33°46′12″N 79°04′16″E / 33.77°N 79.0711°E     |
| 普尔楚边防连         | 33°33′54″N 78°48′00″E / 33.565°N 78.8°E       |
| 秋迪俭革拉山口(哨所) | 33°37′39″N 78°47′17″E / 33.62750°N 78.78806°E |
| 且坎边防连           | 32°52′12″N 79°36′36″E / 32.86993°N 79.61°E    |
| 都木契列边防前哨     | 33°04′35″N 79°10′12″E / 33.0765°N 79.17°E     |
| 扎西岗边防连         | 32°31′34″N 79°37′59″E / 32.526°N 79.633°E     |
| 典角雷达站           | 32°41′24″N 79°27′47″E / 32.69°N 79.463°E      |

|  |